# Профатилов, Илья Иванович
Илья Иванович Профатилов (июль 1906, с. Подлесновка, Степановская волость, Сумский уезд, Харьковская губерния, Российская империя — январь 1975, Киев, Украинская ССР, СССР) — советский партийный и государственный деятель. Первый секретарь Волынского (1944—1951) и Тернопольского (1951—1952) обкомов КП(б) Украины.

## Биография
Родился в июле 1906 в селе Подлесновка Степановской волости Сумского уезда Харьковской губернии Российской империи (ныне село в составе Степановской поселковой общины Сумского района Сумской области Украины), в семье рабочего. 
Трудовую деятельность начал в 16-летнем возрасте батраком у зажиточных крестьян. Работал учеником слесаря ремонтной мастерской, секретарем районного комитета комсомола.
В 1926 г. вступил в ВКП(б).
В 1931 г. окончил Харьковский институт народного образования, в 1956 г. — Высшую партийную школу при ЦК КП Украины.
В 1931—1938 гг. — инспектор, заместитель заведующего сектором Народного комиссариата просвещения Украинской ССР.
С 1938 г. находился на партийной работе в аппарате ЦК КП (б) Украины.
- 1939—1940 гг. — заместитель заведующего сельскохозяйственным отделом ЦК КП(б) Украины,
- 1940—1944 гг. — второй секретарь Харьковского областного комитета КП(б) Украины,
- 1944—1951 гг. — первый секретарь Волынского областного комитета КП(б) Украины,
- 1951—1952 гг. — первый секретарь Тернопольского областного комитета КП(б) Украины,
- 1956—1962 гг. — заместитель министра сельского хозяйства Украинской ССР,
- 1962—1965 гг. — заместитель министра производства и заготовок сельскохозяйственных продуктов Украинской ССР,
- 1965—1969 гг. — заместитель министра сельского хозяйства Украинской ССР.

С 1969 г. на пенсии.
Член ЦК КП(б) Украины (1949—1952). Член Ревизионной комиссии КП(б) Украины (1940—1949). Депутат Верховного Совета СССР 2—3-го созывов.

## Награды и звания
- орден Ленина (23.01.1948; 26.02.1958)
- орден Трудового Красного Знамени (07.02.1939)
- медали